# مكتب الدفع النووي الفضائي
مكتب الدفع النووي الفضائي تم إنشاء مكتب الولايات المتحدة للدفع النووي للفضاء (SNPO) في عام 1961 استجابة لرغبة مركز مارشال لبعثات الفضاء التابع لناسا لاستكشاف استخدام الصواريخ الحرارية النووية التي أنشأها مشروع روفر في أنشطة استكشاف الفضاء التابعة لناسا.

## مشروع روفر
نظرا لأن مشروع روفر يقع تحت رعاية هيئة الطاقة الذرية الأمريكية كان لا بد من إيجاد طريقة لناسا لمشاركة برنامج كبير ومكلف حيث كان لوس ألاموس يطور تقنيات تستخدمها ناسا.

## الموقع
تم إنشاء «مكتب الدفع النووي الفضائي» في واشنطن العاصمة تحت الفرع التنفيذي للحكومة الأمريكية. 

## المهام
تم تكليف مكتب الدفع النووي الفضائي على وجه التحديد بإنشاء برنامج الصواريخ النووية الحرارية.